# Bakalrejo, Semarang
Bakalrejo är en administrativ by i Indonesien.   Den ligger i provinsen Jawa Tengah, i den västra delen av landet, 400 km öster om huvudstaden Jakarta. Bakalrejo ligger vid sjön Waduk Winong.